# Sven Demandt
Sven Demandt (Colonia, 13 febbraio 1965) è un allenatore di calcio ed ex calciatore tedesco, di ruolo attaccante.

## Palmarès

### Club

#### Competizioni nazionali
- Campionato tedesco di seconda divisione: 1

Fortuna Düsseldorf: 1988-1989

### Individuale
- Capocannoniere della Zweite Bundesliga: 1

1988-1989 (35 reti)